# Stogić
Stogić är ett berg i Bosnien och Hercegovina.   Det ligger i entiteten Federationen Bosnien och Hercegovina, i den centrala delen av landet, 20 km nordväst om huvudstaden Sarajevo. Toppen på Stogić är 980 meter över havet, eller 351 meter över den omgivande terrängen. Bredden vid basen är 18,1 km.
Terrängen runt Stogić är huvudsakligen lite kuperad. Runt Stogić är det ganska tätbefolkat, med 93 invånare per kvadratkilometer.. Närmaste större samhälle är Sarajevo, 19,5 km sydost om Stogić. 
I omgivningarna runt Stogić växer i huvudsak lövfällande lövskog.